# Sven Berkenhagen
Sven Berkenhagen (* 13. Dezember 1966) ist ein ehemaliger deutscher Fußballspieler.

## Laufbahn
Berkenhagen spielte in seiner Jugend für die BSG Traktor Semlow. 1985 wechselte der Stürmer zur Zweiten Mannschaft von Hansa Rostock. Nachdem die Erste Mannschaft des FC Hansa in der Saison 1985/86 aus der Oberliga abgestiegen war, spielten diese eine Saison in der Liga, der zweithöchsten Spielklasse der DDR. In dieser Saison kam Berkenhagen zu seinem einzigen Einsatz für die erste Mannschaft. Mit Hansa II erkämpfte er 1987 den Aufstieg in die DDR-Liga. In der Saison 1987/88 spielte Berkenhagen wieder ausschließlich für die zweite Mannschaft. Berkenhagen verpasste nur ein Ligaspiel und kam somit auf 33 Saisoneinsätze. Der letzte Tabellenplatz am Ende der Saison bedeutete den direkten Wiederabstieg.
1988 folgte ein Wechsel zur BSG KKW Greifswald. Für KKW Greifswald (ab 1990 Greifswalder SC) spielte Berkenhagen drei Spielzeiten in der DDR-Liga, kam auf 55 Punktspiele und erzielte dabei fünf Tore.
Zur Saison 1991/92 wechselte Berkenhagen in die 1. Bundesliga zu den Stuttgarter Kickers. Am 2. Spieltag gab er sein Debüt in der höchsten deutschen Spielklasse. Der Kickers Trainer Rainer Zobel wechselte ihn in der 43. Minute beim Auswärtsspiel in Köln für Jens-Peter Fischer ein. Bis zum 11. Spieltag lief Berkenhagen insgesamt sieben Mal auf und spielte davon einmal über die kompletten 90 Minuten. Nach dem 11. Spieltag kam er nicht mehr zum Einsatz. Am Saisonende stiegen die Kickers als Tabellensiebzehnter in die 2. Bundesliga ab. Berkenhagen blieb bei den Kickers und absolvierte in der Spielzeit 1992/93 27 Spiele in der 2. Bundesliga. Er erzielte zwei Tore: dass 1:2 bei der 2:3-Auswärtsniederlage gegen den VfB Leipzig am 16. Spieltag sowie das zwischenzeitliche 1:0 beim 2:1-Auswärtssieg in Wolfsburg am 26. Spieltag. Am Saisonende erreichte er mit den Kickers von 24 Mannschaften den 15. Tabellenplatz.
Berkenhagen verließ die Stuttgarter Kickers und ging zu Eintracht Braunschweig in die Oberliga Nord. Braunschweig war gerade als Tabellenneunzehnter aus der 2. Bundesliga abgestiegen. Berkenhagen kam auf 18 Einsätze und ein Tor für die Braunschweiger und erreichte durch einen 2. Tabellenplatz die Aufstiegsrunde, verpasste hier jedoch den direkten Wiederaufstieg. Somit spielte Berkenhagen für Braunschweig in der Folgesaison 1994/95 in der neu gegründeten Regionalliga Nord. Er kam auf zehn Einsätze und erzielte ein Tor. Nach einer Knieverletzung musste er seine Profikarriere beenden.
In der Winterpause der Spielzeit 2005/06 übernahm Berkenhagen den Trainerposten beim Bezirksligisten FSV Blau-Weiß Greifswald, den er bis Saisonende betreute. Seit dem Sommer 2006 spielt Berkenhagen für den Greifswalder SV 04-Tradition bei den Alten Herren, zeitweilig auch als Spielertrainer.
Mit Beginn der Spielzeit 2011/12 übernahm Berkenhagen als Übungsleiter die C2-Junioren des Greifswalder SV 04 und war dort als Nachwuchstrainer in der Landesliga Mecklenburg-Vorpommern bis zum Ende der Saison 2013/14 tätig.
Seit Beginn der Spielzeit 2014/15 ist Berkenhagen Trainer beim Landesklasse-Vertreter SV Sturmvogel Lubmin. Hauptberuflich betreibt er eine Incoming-Agentur.
Berkenhagen war bei der SG Greifswald e. V. auch als Leichtathlet im Seniorenbereich (Männer 45) aktiv. Er nahm beim 34. Senioren und Familiensportfest in Greifswald am 24. September 2011 am Hochsprungbewerb und am Speerwurfbewerb teil.